# Bahnhof Coesfeld (Westf)
Der Bahnhof Coesfeld (Westf) ist der wichtigste Bahnhof der Stadt Coesfeld und bedeutender Verkehrsknoten des westlichen Münsterlandes im Bundesland Nordrhein-Westfalen.
Der Coesfelder Bahnhof ist ein Kreuzungsbahnhof an der Bahnstrecke Dortmund–Gronau, der Bahnstrecke Dorsten–Coesfeld und der Bahnstrecke Coesfeld–Münster (genannt Baumbergebahn).

## Geschichte
Die Dortmund-Gronau-Enscheder Eisenbahn-Gesellschaft (DGE) begann 1874 den Bau ihrer Stammstrecke ab Dortmund. Am 1. August 1875 eröffnete sie den Bahnhof Coesfeld (Westf) am Ende des Abschnitts von Dülmen Ost. Knapp zwei Monate später wurde ein weiteres Teilstück bis Gronau eingeweiht, aus dem Endbahnhof wurde ein Durchgangsbahnhof.
Die Bahnlinie Wanne-Eickel–Hamburg der Köln-Mindener Eisenbahn-Gesellschaft war von hoher überregionaler Bedeutung, die Rheinische Eisenbahn-Gesellschaft (RhE) plante ihre Bahnstrecke Duisburg–Quakenbrück als Konkurrenz. Mit Fertigstellung der Letztgenannten am 1. Juli 1879 wurde Coesfeld zum Kreuzungsbahnhof. Die rheinische Strecke kreuzte dabei die Strecke der DGE ursprünglich südlich von Coesfeld.
1880 wurde zunächst die RhE verstaatlicht, 1903 kam auch die DGE als eine der letzten (nominell) privaten Eisenbahngesellschaften zu den Preußischen Staatseisenbahnen. Diese hatte bereits um die Jahrhundertwende begonnen, eine Bahnstrecke von Empel nach Borken zu bauen. Am 1. Oktober 1904 wurde Coesfeld erreicht, die neue Strecke kreuzte die beiden vorhandenen wiederum südlich des Bahnhofs. Der Weiterbau nach Billerbeck erfolgte bis zum 1. März 1908, mit dem letzten Abschnitt nach Havixbeck wurde das Bauvorhaben am 1. Mai 1908 vollendet.
Das ursprüngliche Empfangsgebäude war ein Fachwerkbau. Er wurde 1908–1910 durch einen Neubau ersetzt, das erste Empfangsgebäude anschließend abgerissen. Der 1910 eingeweihte Neubau hatte auch ein Fürstenzimmer.
| \| \| \| Streckengleis von Ahaus/Gronau \| \| \| \| Streckengleis von Lutum(/Rheine) \| \| \| \| ehem. Streckengleis von Lutum/Münster \| \| \| \| (neue Trassierung von 1993/4) \| \| \| \| heutige Bahnsteige \| \| \| \| (neue Trassierung von 1997) \| \| \| \| Streckengleis nach Dülmen/Dortmund \| \| \| \| ehem. Streckengleis nach Borken/Bocholt \| \| \| \| Streckengleis nach Dorsten(/Duisburg) \| |  |                                         |                                         |
| Strecke |  | Streckengleis von Ahaus/Gronau          | Streckengleis von Ahaus/Gronau          |
| Strecke · Strecke von links · Strecke quer |  | Streckengleis von Lutum(/Rheine)        | Streckengleis von Lutum(/Rheine)        |
| Strecke · Strecke · Strecke von links (außer Betrieb) |  | ehem. Streckengleis von Lutum/Münster   | ehem. Streckengleis von Lutum/Münster   |
| Abzweig geradeaus und nach links · Strecke nach links und von rechts · Abzweig ehemals geradeaus und von rechts |  | (neue Trassierung von 1993/4)           | (neue Trassierung von 1993/4)           |
| Bahnhof · Bahnhof · Bahnhof |  | heutige Bahnsteige                      | heutige Bahnsteige                      |
| Abzweig ehemals geradeaus und nach links · Abzweig geradeaus, nach links und von rechts · Abzweig geradeaus und von rechts |  | (neue Trassierung von 1997)             | (neue Trassierung von 1997)             |
| Strecke nach links (außer Betrieb) · Kreuzung geradeaus unten (Querstrecke außer Betrieb) · Kreuzung links (Strecken außer Betrieb) |  | Streckengleis nach Dülmen/Dortmund      | Streckengleis nach Dülmen/Dortmund      |
| Strecke quer (außer Betrieb) · Kreuzung geradeaus unten (Querstrecke außer Betrieb) · Strecke nach rechts (außer Betrieb) |  | ehem. Streckengleis nach Borken/Bocholt | ehem. Streckengleis nach Borken/Bocholt |
| Strecke |  | Streckengleis nach Dorsten(/Duisburg)   | Streckengleis nach Dorsten(/Duisburg)   |

In der zweiten Hälfte des 20. Jahrhunderts ging das Reisendenaufkommen im Westmünsterland zurück. Keine der Bahnstrecken hatte je eine größere, überregionale Rolle gespielt. Als erstes wurde am 26. Mai 1974 der Personenverkehr auf dem westlichen Teil der Baumbergebahn von Isselburg-Anholt nach Coesfeld eingestellt. Zehn Jahre später folgte dies auf dem nördlichen Abschnitt von Coesfeld nach Rheine der rheinischen Strecke.
Anfang der 1990er Jahre begannen mehrere Umbauten der Gleisanlagen. Zum 28. August 1993 wurde die Ausfahrt aus dem Coesfelder Bahnhof Richtung Ahaus (VzG 2100) neu trassiert. Das Gleis der Baumbergebahn nach Münster (VzG 2265) wurde am 13. November 1994 bis Lutum Streckenwechsel stillgelegt, im Gegenzug das nach Rheine (VzG 2273) bis zu dieser Stelle wieder in Betrieb genommen, da es in diesem Abschnitt in einem besseren Zustand als jenes nach Münster war. Das Teilstück von Lutum bis St. Arnold wurde am 1. Januar 1996 komplett stillgelegt und zwischenzeitlich zum Teil abgebaut.
Nunmehr gab es weder auf der Baumbergebahn noch auf der Bahnstrecke Duisburg–Quakenbrück durchgehenden Personenverkehr. Die aufwändige kreuzungsfreie südliche Ausfahrt aus dem Bahnhof war damit überflüssig geworden. Die Ausfahrt Richtung Dülmen (VzG 2100) wurde zum 30. November 1997 auf die Trasse der ehemaligen Strecke nach Borken (VzG 2265) verlegt.
2008 erfolgte der Bau des Stellwerks Coesfeld (Westf) Cf, einem elektronischen Stellwerk vom Typ SIMIS D und ZSB 2000. Dieses übernahm in den Folgejahren bis 2012 die Aufgaben der drei mechanischen Vorgänger sowie die Fernsteuerung der Bahnhöfe Steinfurt-Burgsteinfurt (26. Oktober 2008), Altenberge (9. November 2008), Gronau (Westf) und Ochtrup (beide 12. Oktober 2008), Beelen, Telgte und Warendorf (alle drei 26. Oktober 2009), Ahaus und Epe (Westf) (22. November 2010), sowie zuletzt Billerbeck und Havixbeck (29. Januar 2012).
Nach der für 6,5 Millionen Euro durchgeführten Renovierung, in deren Zuge der alte Tunnel durch eine neue Unterführung ersetzt, drei Aufzüge installiert und Gleise verlegt wurden, ist Coesfeld heute ein moderner und barrierefreier Bahnhof. Er wurde am 18. Januar 2013 im Beisein des damaligen nordrhein-westfälischen Verkehrsministers Michael Groschek eingeweiht.
Am 19. Dezember 2018 hat der Rat der Stadt Coesfeld Plänen zugestimmt, die den Abriss des historischen Empfangsgebäudes vorsehen. Der Abriss wurde im Winter 2019/20 durchgeführt. Damit wurde Platz für ein Mehrzweckgebäude geschaffen, das neben einer Empfangshalle und einem Reisezentrum auch gastronomische Angebote und Fahrradparkplätze sowie Wohn- und Geschäftsräume vorhalten wird. Das Projekt war in Coesfeld zuletzt stark umstritten, weil mit dem Gebäude und seinem markanten Türmchen ein weiteres Stück geschichtlich bedeutsamer Bausubstanz unwiederbringlich verloren geht. 2020 bis 2022 wurde an dessen Stelle ein neues „Bahnhofsquartier“ errichtet, das auch verschiedene funktionale Einrichtungen wie ein DB-Reisecenter enthält.

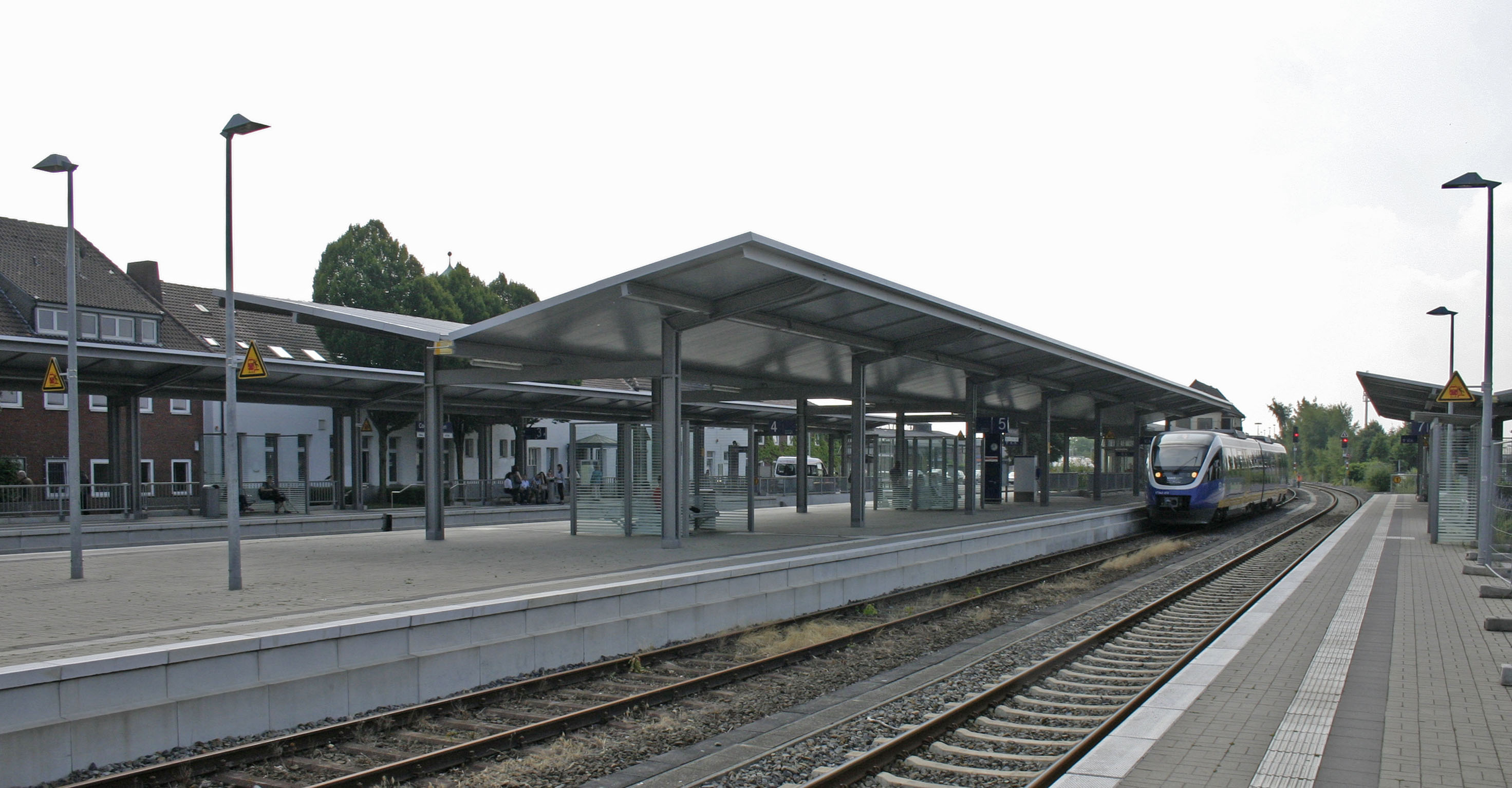
Bahnsteiganlage nach dem Umbau, 2017
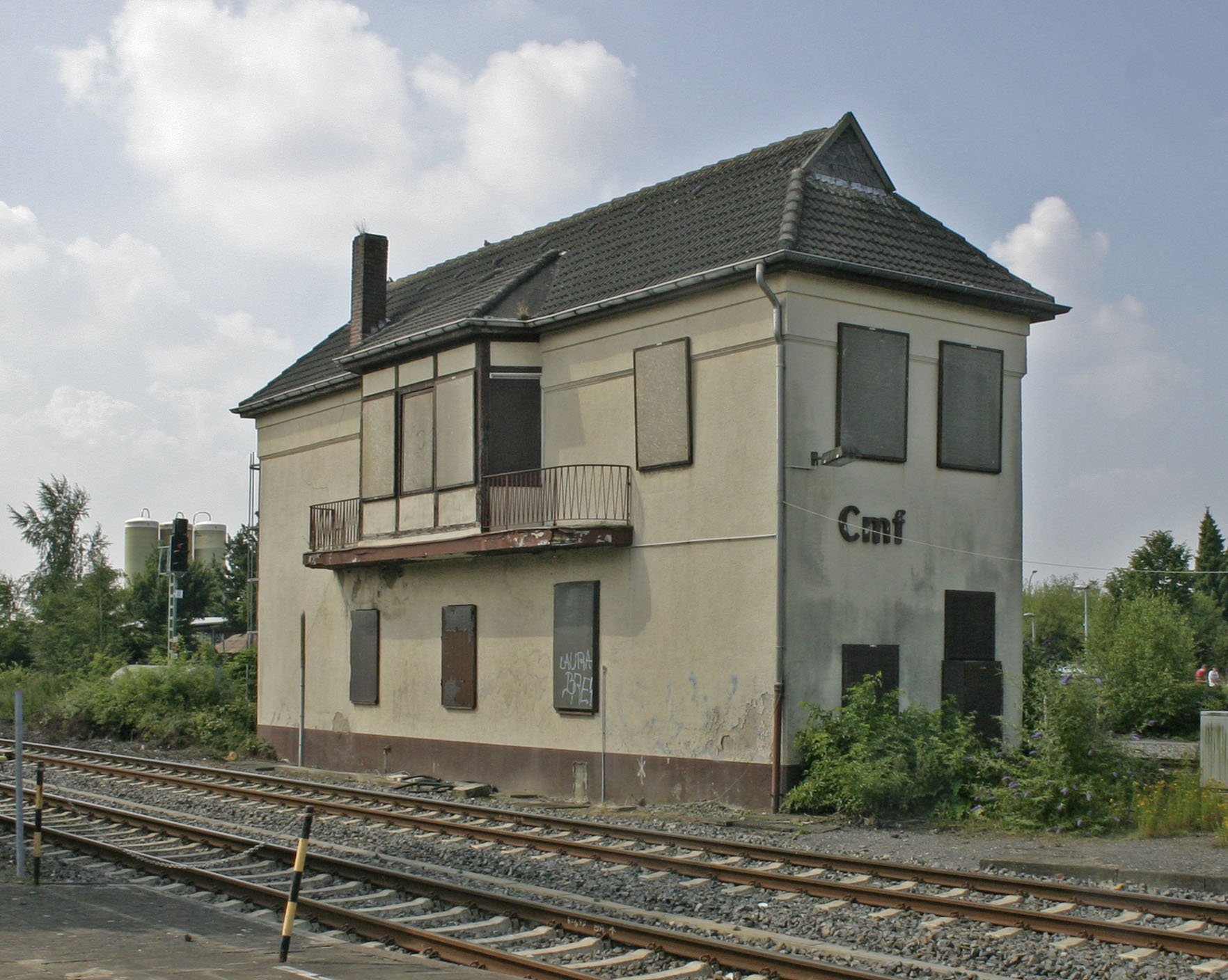
Ehemaliges mechanisches Befehlsstellwerk Cmf, 2017
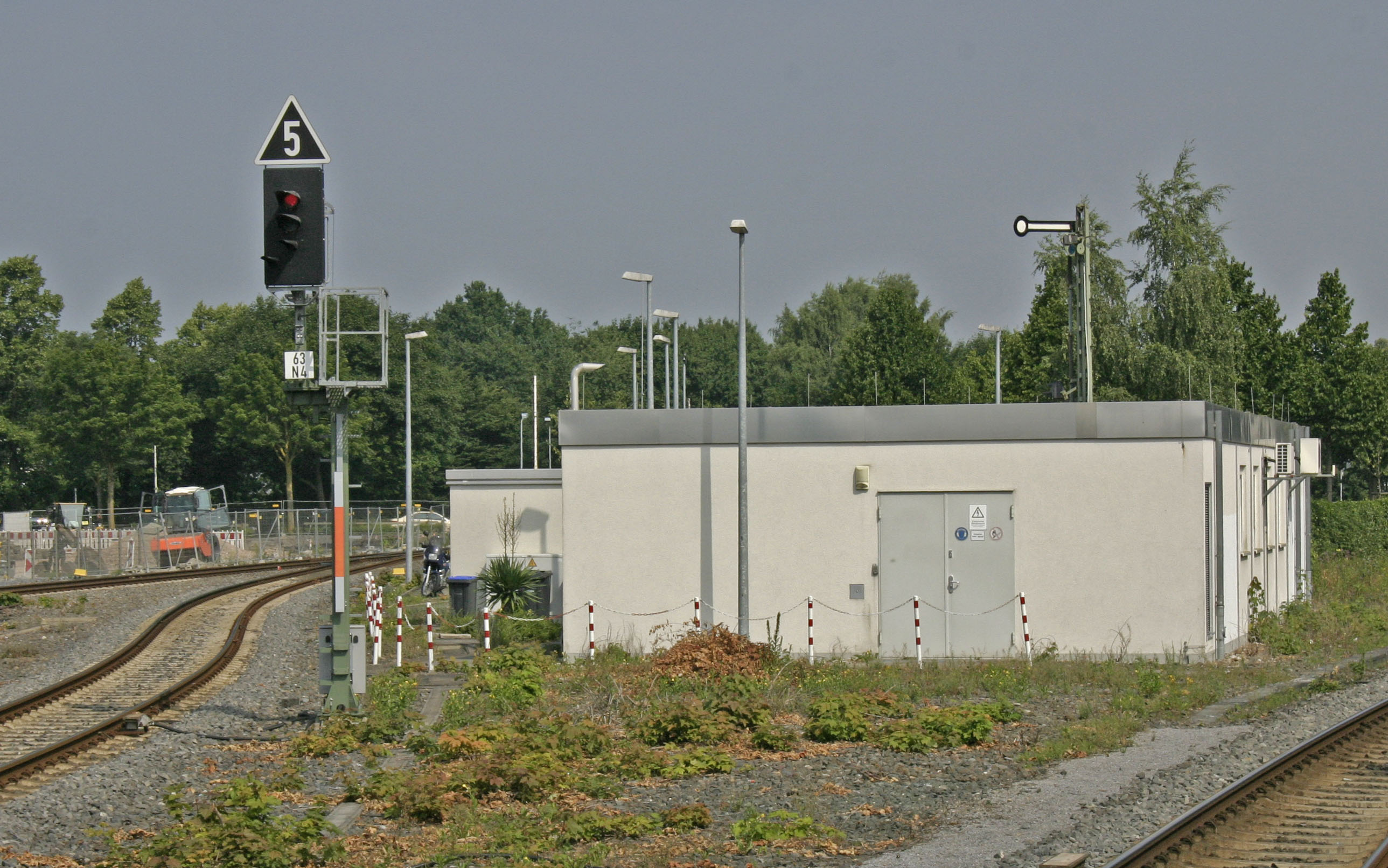
Elektronisches Stellwerk Cf, 2017
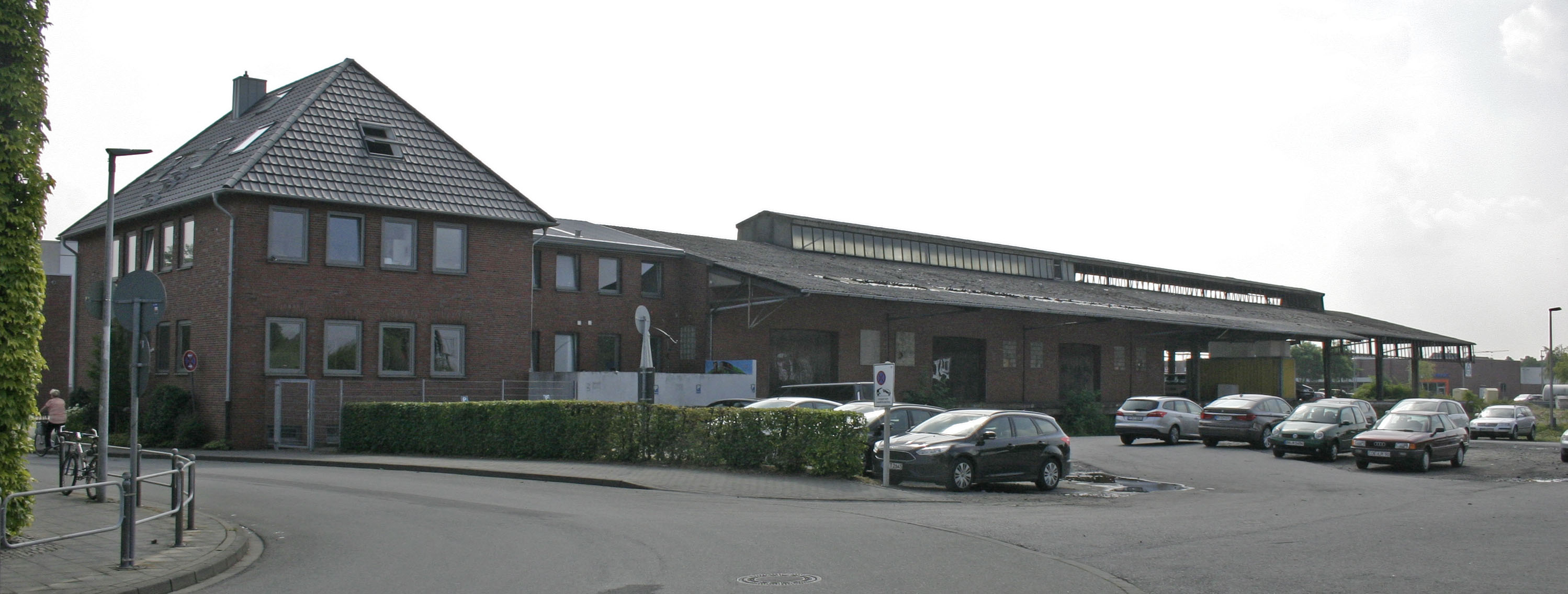
Ehemaliger Güterschuppen südlich des Empfangsgebäudes, 2017

## Haltepunkt Coesfeld Schulzentrum
Der Haltepunkt Coesfeld Schulzentrum wurde am 10. Juni 2011 eröffnet, nachdem die Stadt Coesfeld seit 2007 eine bessere Anbindung des Schulzentrums Coesfeld sowie der nördlichen Wohngebiete plante. Der Haltepunkt befindet sich etwa 1,4 Schienenkilometer vom Bahnhof Coesfeld (Westf) und ca. 5,5 km vom Bahnhof Lutum entfernt.
Formal liegt der Haltepunkt nicht an der Baumbergebahn nach Münster (VzG 2265), deren Gleis zwischen dem Bahnhof Coesfeld und der Betriebsstelle Lutum Streckenwechsel stillgelegt ist, sondern am besser erhaltenen Gleis der damals erst kurz stillgelegten ehemaligen Strecke nach Rheine (VzG 2273). Der Bahnsteig befindet sich auf dem Gleisbett der Strecke nach Münster, welches in Richtung Lutum noch gut erkennbar ist. 
Bis Mitte 2023 wurden gravierende Mängel an den Treppenanlagen des Haltepunkts festgestellt, teilweise war nur noch die Rampe benutzbar. Im November desselben Jahres wurden die Treppen runderneuert und eine Offensive zur Attraktivitätssteigerung des Haltepunkts gestartet, welche nachträglich als Zukunftsbahnhof Coesfeld Schulzentrum bezeichnet wurde. Die Wände in Richtung Darfelder Weg wurden mit Fliesen verkleidet, im Dezember wurde die Fahrgastinformationsanzeige von 2019 ausgetauscht und ein Snackautomat installiert. 2024 folgten neue Bänke sowie ein neues Wartehäuschen. Eine Ausstattung mit WLAN soll noch folgen.
Der Haltepunkt wird von der RB 63 sowie von Regionalbussen bedient und ist Drehkreuz für Nachtbusse.
| Linie | Verlauf | Takt                                            | Betreiber                               |
| ----- | --- | ----------------------------------------------- | --------------------------------------- |
| RB 63 | Baumberge-Bahn: Coesfeld (Westf) – Coesfeld Schulzentrum – Lutum (stündlich) – Billerbeck – Havixbeck – Münster-Roxel – Münster-Mecklenbeck – Münster (Westf) Hbf (– Münster Zentrum Nord) (nur wochentags) Stand: Fahrplanwechsel Dezember 2023 | 60 min 30 min (Coesfeld–Münster Hbf wochentags) | DB Regio                                |
| N6    | Münster (Westf) Hbf – Laer – Horstmar – Schöppingen – Legden – Holtwick – Höven – Coesfeld Schulzentrum – Coesfeld | 120 min (Sa auf So)                             | Regionalverkehr Münsterland             |
| N7    | (N17 Stadtlohn –) Coesfeld Schulzentrum – Osterwick – Darfeld – Billerbeck – Havixbeck – Münster (Westf) Hbf | 240 min (Sa auf So)                             | Regionalverkehr Münsterland             |
| N8    | Legden, Dorf Münsterland – Holtwick – Höven – Coesfeld Schulzentrum – Coesfeld – Darup – Nottuln – Appelhülsen – Bösensell – Münster (Westf) Hbf                                                                                                 | 120 min (Sa auf So)                             | Regionalverkehr Münsterland             |
| N17   | (N7 Münster–) Coesfeld Schulzentrum – Gescher – Stadtlohn | 240 min (Sa auf So)                             | Regionalverkehr Münsterland             |
| N20   | Legden, Dorf Münsterland – Holtwick – Coesfeld Schulzentrum – Coesfeld – Hochmoor – Velen – Borken (N51 – Bocholt) | 120 min (Sa auf So)                             | Metropolbus/Regionalverkehr Münsterland |

## Bedienung
Im Schienenpersonennahverkehr wird der Bahnhof Coesfeld (Westf) von einem Regional-Express und zwei Regionalbahnen bedient:
| Linie | Linienverlauf | Takt                                              | Betreiber     |
| ----- | --- | ------------------------------------------------- | ------------- |
| RE 14 | Emscher-Münsterland-Express: Coesfeld (Westf) – Reken-Maria Veen – Reken – Reken-Klein Reken – Lembeck – Wulfen (Westf) – Hervest-Dorsten – Dorsten – Feldhausen – Gladbeck-Zweckel – Gladbeck West – Bottrop Hbf – Essen-Borbeck – Essen Hbf Stand: Fahrplanwechsel Dezember 2023                                                                                    | 60 min                                            | RheinRuhrBahn |
| RB 51 | Westmünsterland-Bahn: Dortmund Hbf – Dortmund-Kirchderne – Dortmund-Derne – Lünen-Preußen – Lünen Hbf – Bork (Westf) – Selm-Beifang – Selm – Lüdinghausen – Dülmen – Lette (Kr Coesfeld) – Coesfeld (Westf) – Rosendahl-Holtwick – Legden – Ahaus – Epe (Westf) – Gronau (Westf) – Glanerbrug – Enschede De Eschmarke – Enschede Stand: Fahrplanwechsel Dezember 2023 | 60 min 20/40 min (Dortmund–Lünen, nicht sonntags) | DB Regio      |
| RB 63 | Baumberge-Bahn: Coesfeld (Westf) – Coesfeld Schulzentrum – Lutum (stündlich) – Billerbeck – Havixbeck – Münster-Roxel – Münster-Mecklenbeck – Münster (Westf) Hbf (– Münster Zentrum Nord) (nur wochentags) Stand: Fahrplanwechsel Dezember 2023 | 60 min 30 min (Coesfeld–Münster Hbf wochentags)   | DB Regio      |

Zusätzlich verkehren neben einigen Regionallinien folgende Buslinien:
| Linie | Verlauf | Takt                         | Betreiber                               |
| ----- | --- | ---------------------------- | --------------------------------------- |
| R51   | Coesfeld – Gescher – Hochmoor – Velen – Borken – Rhede – Bocholt – Bocholt, Bustreff                                                             | 60 min                       | Westfalenbus                            |
| R61   | Coesfeld – Hochmoor – Gescher – Stadtlohn – Vreden                                                                                               | 60 min (Mo–Sa), 120 min (So) | Regionalverkehr Münsterland             |
| R62   | Coesfeld – Darup – Nottuln (R63 – Münster (Westf) Hbf)                                                                                           | 60 min (Mo–Sa), 120 min (So) | Veelker                                 |
| R81   | Coesfeld – Coesfeld Schulzentrum – Osterwick – Darfeld – Horstmar – Burgsteinfurt                                                                | 60 min (Mo–Sa), 120 min (So) | Veelker                                 |
| N6    | Münster (Westf) Hbf – Laer – Horstmar – Schöppingen – Legden – Holtwick – Höven – Coesfeld Schulzentrum – Coesfeld                               | 120 min (Sa auf So)          | Regionalverkehr Münsterland             |
| N8    | Legden, Dorf Münsterland – Holtwick – Höven – Coesfeld Schulzentrum – Coesfeld – Darup – Nottuln – Appelhülsen – Bösensell – Münster (Westf) Hbf | 120 min (Sa auf So)          | Regionalverkehr Münsterland             |
| N20   | Legden, Dorf Münsterland – Holtwick – Coesfeld Schulzentrum – Coesfeld – Hochmoor – Velen – Borken (N51 – Bocholt)                               | 120 min (Sa auf So)          | Metropolbus/Regionalverkehr Münsterland |